# Estación de ferrocarril de Tambaram
Tambaram es una de las estaciones ferroviarias de la sección Chennai Beach–Tambaram de la red ferroviaria suburbana de Chennai. Se encuentra a una distancia de 6 km del centro de Tambaram. Está situado en el sur de Chennai y se encuentra a 27 km de Broadway. Es uno de los centros ferroviarios de más rápido crecimiento fuera de Chennai Central en dirección sur. Cerca de 500 trenes eléctricos suburbanos operan desde Tambaram, incluidos los que se encuentran entre Chennai Beach y Chengalpattu y Kancheepuram. Además, más de 25 expresos, incluidos los que se dirigen a Howrah y otros lugares en el norte pasan por la ciudad. También es la tercera estación más concurrida de la ciudad (después de Chennai Central y Chennai Egmore). Las ventas diarias de billetes en Tambaram alcanzan los ₹1 millón, la mitad de los cuales proviene de viajeros suburbanos. Es la segunda estación más generadora de ingresos en Chennai después de Moore Market Complex. Un total de 52 trenes pasan por la estación.
La estación de tren de Tambaram divide Tambaram en East Tambaram y West Tambaram. Hay nueve plataformas en la estación. Las plataformas 1-4 se utilizan para trenes suburbanos entre Chengalpattu y Chennai Beach y las plataformas entre 5 y 9 son utilizadas por los trenes eléctricos suburbanos entre Chennai Beach y Chengalpattu y Tirumalpur y también trenes expresos de larga distancia. La mayoría de los servicios de trenes eléctricos suburbanos que se originan de Tambaram a Beach y Chengalpattu parten de las dos primeras plataformas. Hay un puente peatonal que conecta el este y el oeste de Tambaram con acceso a todas las plataformas. En 2008, Southern Railway comenzó a construir una plataforma adicional en el lado más occidental de la estación de ferrocarril, convirtiendo la Plataforma No.1 en una plataforma de doble descarga, un diseño que ayuda a los pasajeros a subirse a ambos lados del tren, similar a la del Parque Estación de ferrocarril, donde los pasajeros pueden descender en el lado occidental para un acceso más rápido a Chennai Central.